# Liste de stades en Australie
Ceci est une liste des stades australiens classés selon leur endroit géographique.

## Australie-Méridionale
| Ville     | Nom                    | Capacité | Date de construction | Type                | Utilisateur                   |
| --------- | ---------------------- | -------- | -------------------- | ------------------- | ----------------------------- |
| Adélaïde  | Adelaide Oval          | 53,583   | 1871                 | Cricket             | Southern Redbacks             |
| Adélaïde  | Alberton Oval          | 15,000   |                      | Football australien | Port Adelaide FC              |
| Adélaïde  | Broadspectrum Oval     | 16,500   |                      | Football australien | West Adelaide FC              |
| Adélaïde  | Coopers Stadium        | 22,000   |                      | Football australien | Norwood FC                    |
| Adélaïde  | Distinctive Homes Dome | 7,800    |                      | Basket-ball         | Adelaide 36ers                |
| Adélaïde  | Entertainment Centre   | 11,000   | 1991                 |                     |                               |
| Adélaïde  | ETSA Park              | 3,000    | 2001                 | Volleyball          | Adelaide Thunderbirds         |
| Adélaïde  | Hindmarsh Stadium      | 16,500   | 2000                 | Football            | Adelaide United FC            |
| Adélaïde  | Kensington Oval        | 8,000    | 1998                 | Cricket             |                               |
| Adélaïde  | Memorial Drive         | 6,000    | 1921                 | Tennis              |                               |
| Adélaïde  | Noarlunga Oval         | 12,000   | 1995                 | Football australien | South Adelaide FC             |
| Adélaïde  | Prospect Oval          | 20,000   |                      | Football australien | North Adelaide FC             |
| Adélaïde  | Santos Stadium         | 8,000    | 1995                 |                     |                               |
| Adélaïde  | Unley Oval             | 15,000   |                      | Football australien | Sturt FC                      |
| Elizabeth | Hamra Homes Oval       | 16,000   |                      | Football australien | Central Districts FC          |
| Glenelg   | Glenelg Oval           | 15,000   |                      | Football australien | Glenelg FC                    |
| Woodville | Woodville Oval         | 15,000   |                      | Football australien | Woodville-West Torrens Eagles |

## Australie-Occidentale
| Ville         | Nom                        | Capacité | Date de construction | Type                       | Utilisateur                                                  |
| ------------- | -------------------------- | -------- | -------------------- | -------------------------- | ------------------------------------------------------------ |
| Fremantle     | East Fremantle Oval        | 20,000   |                      | Football australien        | East Fremantle FC                                            |
| Fremantle     | Fremantle Oval             | 17,500   | 1904                 | Football australien        | South Fremantle FC                                           |
| Joondalup     | Arena Joondalup            | 16,000   |                      | Football australien        | West Perth FC                                                |
| Kwinana Beach | Quit Motorplex             | 15,000   | 2000                 | Course automobile          |                                                              |
| Mandurah      | Rushton Park               | 9,000    |                      | Football australien        | Peel Thunder FC                                              |
| Perth         | Burswood Dome              | 13,600   | 1988                 | Basket-ball                |                                                              |
| Perth         | Challenge Stadium          | 4,500    | 1986                 | Basket-ball                | Perth Wildcats                                               |
| Perth         | Claremont Showground       | 10,000   | 1905                 | Football australien        |                                                              |
| Perth         | Medibank Stadium           | 18,000   | 1915                 | Football australien        | East Perth FC                                                |
| Perth         | Members Equity Stadium     | 17,288   | 1910                 | Football, Rugby            | Perth Glory SC, Perth Spirit RC                              |
| Perth         | Perry Lakes Stadium        | 30,000   | 1962                 |                            |                                                              |
| Perth         | Perth Entertainment Centre | 8,200    | 1974                 | Basket-ball                |                                                              |
| Perth         | Perth Hockey Stadium       | 6,000    |                      | Hockey sur gazon           |                                                              |
| Perth         | SpeedDome                  | 1,500    |                      | Cyclisme                   |                                                              |
| Perth         | Steel Blue Oval            | 22,500   |                      | Football australien        | Swan Districts FC                                            |
| Perth         | Subiaco Oval               | 42,922   | 1908                 | Football australien, Rugby | Fremantle Football Club, Western Force, West Coast Eagles FC |
| Perth         | W.A.C.A. Ground            | 22,000   | 1890                 | Cricket                    | Western Warriors                                             |

## Nouvelle-Galles du Sud
| Ville         | Nom                         | Capacité | Date de construction | Type                         | Utilisateur                                                                |
| ------------- | --------------------------- | -------- | -------------------- | ---------------------------- | -------------------------------------------------------------------------- |
| Albury        | Lavington Sports Ground     | 20,000   |                      |                              |                                                                            |
| Bankstown     | Dunc Gray Velodrome         | 6,000    |                      | Cyclisme                     |                                                                            |
| Coffs Harbour | International Stadium       | 20,000   | 1994                 |                              |                                                                            |
| Gosford       | Central Coast Stadium       | 20,119   |                      | Football, Rugby              | Central Coast Mariners, Central Coast Rays                                 |
| Griffith      | Exies Oval                  | 7,500    |                      | Football australien          | Griffith Swans                                                             |
| Griffith      | Lambert Park                | 7,000    |                      | Football australien          |                                                                            |
| Manly         | Brookvale Oval              | 23,000   |                      | Rugby                        | Manly RC                                                                   |
| Marconi       | Marconi Stadium             | 11,500   | 1972                 | Football                     | Marconi Stallions                                                          |
| Marrickville  | Henson Park                 | 25,000   | 1937                 | Rugby                        |                                                                            |
| Newcastle     | Breakers Stadium            | 11,000   | 1991                 |                              |                                                                            |
| Newcastle     | EnergyAustralia Stadium     | 26,126   | 1970                 | Football, Rugby              | Newcastle Knights, Newcastle United Jets FC                                |
| Newcastle     | Entertainment Centre        | 5,000    | 1992                 | Basket-ball                  | Hunter Pirates                                                             |
| Newcastle     | No.1 Sportsground           | 20,000   |                      |                              |                                                                            |
| Queanbeyan    | Seiffert Oval               | 15,000   |                      |                              |                                                                            |
| Sydney        | Acer Arena                  | 17,471   | 1999                 | Basket-ball                  | Sydney Kings                                                               |
| Sydney        | ANZ Stadium                 | 83,500   | 1999                 | Football australien, Rugby   | Canterbury Bulldogs, South Sydney Rabbitohs, Sydney Swans FC, Wests Tigers |
| Sydney        | Arlington Recreation Ground | 6,000    |                      | Football                     |                                                                            |
| Sydney        | Bankstown Oval              | 15,000   |                      | Cricket                      |                                                                            |
| Sydney        | Belmore Sports Ground       | 25,000   | 1920                 | Football                     | Sydney Olympic FC                                                          |
| Sydney        | Blacktown Baseball Stadium  | 5,000    |                      | Baseball                     |                                                                            |
| Sydney        | Blacktown Softball Stadium  | 5,000    |                      | Softball                     |                                                                            |
| Sydney        | Campbelltown Stadium        | 20,000   |                      | Rugby                        | Wests Tigers                                                               |
| Sydney        | Concord Oval                | 20,000   | 1985                 | Rugby                        | West Harbour RFC                                                           |
| Sydney        | Coogee Oval                 | 5,000    |                      | Rugby                        | Randwick District Rugby Union Football Club                                |
| Sydney        | Penrith Panthers            | 21,000   |                      | Rugby                        | Penrith Panthers                                                           |
| Sydney        | Drummoyne Oval              | 5,000    | 1931                 |                              |                                                                            |
| Sydney        | Edensor Park                | 12,000   | 1979                 | Football                     | Sydney United FC                                                           |
| Sydney        | Entertainment Centre        | 10,500   | 1983                 | Basket-ball                  | Sydney Kings                                                               |
| Sydney        | ES Marks Field              | 8,000    |                      |                              |                                                                            |
| Sydney        | Gabbie Stadium              | 7,500    |                      | Football                     |                                                                            |
| Sydney        | International Tennis Centre | 10,000   |                      | Tennis                       |                                                                            |
| Sydney        | Leichhardt Oval             | 20,000   |                      | Rugby                        | Wests Tigers                                                               |
| Sydney        | Lidcombe Oval               | 20,000   |                      | Football                     | Crescent Star                                                              |
| Sydney        | Melita Stadium              | 10,000   |                      | Football                     | Parramatta Eagles                                                          |
| Sydney        | North Sydney Oval           | 21,000   | 1985                 | Rugby                        | North Suburbs RC, Penrith Panthers                                         |
| Sydney        | Oki Jubilee Stadium         | 18,000   |                      | Football, Rugby              | St. George Illawarra, Sydney Olympic FC                                    |
| Sydney        | Olympic Park Hockey Centre  | 8,000    | 1998                 | Hockey sur gazon             |                                                                            |
| Sydney        | Parramatta Stadium          | 20,000   | 1986                 | Rugby                        | Parramatta Eels, West Sydney Rams RC                                       |
| Sydney        | Pittwater Park              | 10,000   |                      | Rugby                        | Warringah Rugby Club                                                       |
| Sydney        | Pratten Park                | 15,000   |                      | Cricket                      |                                                                            |
| Sydney        | Redfern Oval                | 20,000   |                      | Rugby                        |                                                                            |
| Sydney        | State Sports Centre         | 5,000    | 1984                 | Basket-ball                  | West Sydney Razorbacks                                                     |
| Sydney        | St. George Stadium          | 15,000   |                      | Football                     |                                                                            |
| Sydney        | Sydney Aquatic Centre       | 10,000   | 1994                 | Natation                     |                                                                            |
| Sydney        | Sydney Athletic Centre      | 15,000   | 1994                 | Athlétisme                   |                                                                            |
| Sydney        | Sydney Cricket Ground       | 44,000   | 1851                 | Cricket, Football australien | New South Wales Blues, Sydney Swans FC                                     |
| Sydney        | Sydney Football Stadium     | 45,500   | 1988                 | Rugby                        | New South Wales Waratahs, Sydney Roosters                                  |
| Sydney        | Sydney Showground           | 21,000   | 1998                 |                              |                                                                            |
| Sydney        | The Dome                    | 10,000   |                      |                              |                                                                            |
| Sydney        | Toyota Park                 | 21,500   | 1960                 | Rugby                        | Cronulla Sharks                                                            |
| Sydney        | Wentworth Park              | 10,000   | 1987                 |                              |                                                                            |
| Sydney        | Western Weekender Stadium   | 7,000    | 2002                 | Rugby                        | St. Marys RLC                                                              |
| Sydney        | White City Tennis Centre    | 8,000    | 1922                 | Tennis                       |                                                                            |
| Wollongong    | WIN Entertainment Centre    | 5,800    | 1999                 | Basket-ball                  | Wollongong Hawks                                                           |
| Wollongong    | WIN Stadium                 | 18,484   | 1992                 | Rugby                        | St. George Illawarra                                                       |

## Queensland
| Ville       | Nom                             | Capacité | Date de construction | Type                         | Utilisateur                                              |
| ----------- | ------------------------------- | -------- | -------------------- | ---------------------------- | -------------------------------------------------------- |
| Brisbane    | Alan Border Field               | 6,300    |                      | Cricket                      | Queensland Bulls                                         |
| Brisbane    | Ballymore Stadium               | 24,000   | 1966                 | Rugby                        | Ballymore Tornadoes                                      |
| Brisbane    | Brisbane Cricket Ground         | 42,000   | 2005                 | Cricket, Football australien | Brisbane Lions, Queensland Bulls                         |
| Brisbane    | Chandler Aquatic Centre         | 5,000    |                      | Natation                     |                                                          |
| Brisbane    | Chandler Velodrome              | 3,500    |                      | Cyclisme                     |                                                          |
| Brisbane    | Convention Centre               | 4,000    |                      | Basket-ball                  | Brisbane Bullets                                         |
| Brisbane    | Entertainment Centre            | 10,023   |                      | Basket-ball                  |                                                          |
| Brisbane    | Exhibition Ground               | 25,490   | 1926                 | Course automobile            |                                                          |
| Brisbane    | Perry Park                      | 5,000    |                      | Football                     | Brisbane Strikers FC                                     |
| Brisbane    | Queensland Centre               | 48,400   | 1982                 | Athlétisme                   |                                                          |
| Brisbane    | Spencer Park                    | 3,000    |                      | Football                     |                                                          |
| Brisbane    | Suncorp Stadium                 | 52,579   | 2003                 | Football, Rugby              | Brisbane Broncos, Queensland Maroons, Queensland Roar FC |
| Cairns      | Cazalys Stadium                 | 12,000   |                      |                              |                                                          |
| Cairns      | Convention Centre               | 5,300    |                      | Basket-ball                  | Cairns Taipans                                           |
| Gold Coast  | Carrara Stadium                 | 18,000   | 1987                 | Rugby                        | East Coast Aces                                          |
| Gold Coast  | Royal Pines Resort              | 1,300    |                      | Tennis                       |                                                          |
| Gold Coast  | Skilled Park                    | 27,000   | 2008                 | Rugby                        | Gold Coast Titans                                        |
| Ipswich     | QLD Group Stadium               | 10,000   | 2002                 | Rugby                        | Ipswich Jets                                             |
| Redcliffe   | Dolphin Oval                    | 10,000   | 1979                 | Rugby                        | Redcliffe Dolphins                                       |
| Rockhampton | Browne Park                     | 8,000    | 1889                 | Rugby                        | Central Comets                                           |
| Toowoomba   | Berghofer Stadium               | 9,000    |                      | Rugby                        | Clydesdales RLFC                                         |
| Townsville  | Dairy Farmers Stadium           | 24,843   | 1996                 | Rugby                        | North Queensland RLC                                     |
| Townsville  | Townsville Entertainment Centre | 5,257    | 1993                 | Basket-ball                  | Townsville Crocodiles                                    |

## Tasmanie
| Ville       | Nom                          | Capacité | Date de construction | Type                | Utilisateur                            |
| ----------- | ---------------------------- | -------- | -------------------- | ------------------- | -------------------------------------- |
| Burnie      | West Park Oval               | 12,000   |                      | Football australien | Burnie Dockers FC                      |
| Devonport   | Devonport Oval               | 14,000   |                      |                     |                                        |
| Glenorchy   | Derwent Entertainment Centre | 7,000    |                      | Basket-ball         |                                        |
| Glenorchy   | KGV Oval                     | 18,000   | 1957                 | Football australien | Glenorchy Magpies FC                   |
| Hobart      | Bellerive Oval               | 16,000   |                      | Cricket             | Tasmanian Tigers                       |
| Hobart      | North Hobart Oval            | 18,000   | 1921                 | Football australien | North Hobart FC, Tasmanian Devils FC   |
| Hobart      | Queenborough Oval            | 8,000    | 1890                 | Football australien |                                        |
| Hobart      | T.C.A. Ground                | 8,000    | 1880                 | Football australien | Hobart FC                              |
| Latrobe     | Latrobe Recreation Ground    | 9,000    |                      | Football australien | Latrobe Demons FC                      |
| Launceston  | Aurora Stadium               | 23,000   |                      | Football australien | North Launceston FC                    |
| Launceston  | NTCA Ground                  | 10,000   |                      |                     |                                        |
| Launceston  | Silverdome                   | 12,000   |                      | Cyclisme            |                                        |
| New Norfolk | Boyer Oval                   | 5,000    | 1941                 | Football australien |                                        |
| Queenstown  | Queenstown Oval              | 5,000    | 1880                 | Football australien | Queenstown Crowns                      |
| Ulverstone  | Football Ground              | 9,000    |                      | Football australien | Tasmanian Devils FC, Ulverstone Robins |

## Territoire de la capitale australienne
| Ville    | Nom              | Capacité | Date de construction | Type                       | Utilisateur                       |
| -------- | ---------------- | -------- | -------------------- | -------------------------- | --------------------------------- |
| Canberra | AIS Arena        | 5,050    | 1981                 |                            |                                   |
| Canberra | Canberra Stadium | 24,647   | 1977                 | Rugby                      | Brumbies, Canberra Raiders RLC    |
| Canberra | Manuka Oval      | 15,000   |                      | Football australien, Rugby | Kangaroos FC, Canberra Vikings RC |

## Territoire du Nord
| Ville         | Nom                   | Capacité | Date de construction | Type             | Utilisateur |
| ------------- | --------------------- | -------- | -------------------- | ---------------- | ----------- |
| Alice Springs | Traeger Park          | 10,000   |                      |                  |             |
| Darwin        | Marrara Hockey Centre | 10,000   |                      | Hockey sur gazon |             |
| Darwin        | TIO Stadium           | 15,000   |                      |                  |             |